# Río Huecha
El río Huecha es un río español que discurre por las comunidades de Aragón y Navarra. Se trata de un afluente de la margen derecha del río Ebro.

## Recorrido
Nace en el barranco de Morana, en el Moncayo, fruto de la confluencia de varios barrancos que drenan su vertiente noreste y que confluyen en Añón de Moncayo, a 1000 m de altitud. Tras pasar Añón de Moncayo, Alcalá de Moncayo y Vera de Moncayo, en la comarca de Tarazona y el Moncayo, sus aguas llegan a la comarca Campo de Borja, en la que pasa por Bulbuente, Maleján, Borja, Ainzón, Albeta, Bureta, Alberite de San Juan, Magallón, Agón, Fréscano, Mallén, Cortes (Navarra) y, finalmente, desemboca en la margen derecha del río Ebro en la localidad aragonesa de Novillas, a 239 m de altitud, tras haber recorrido 51 km de distancia.